# Erateina cardinalis
Erateina cardinalis är en fjärilsart som beskrevs av Paul Dognin 1911. Erateina cardinalis ingår i släktet Erateina och familjen mätare. Inga underarter finns listade i Catalogue of Life.